# Whatfield
Whatfield – wieś w Anglii, w hrabstwie Suffolk, w dystrykcie Babergh. Leży 14 km na zachód od miasta Ipswich i 98 km na północny wschód od Londynu. W 2001 miejscowość liczyła 318 mieszkańców.